# Демидов, Владимир Изотович
Владимир (Владилен) Изотович Демидов (4 июля 1932 — 4 октября 1999) — советский писатель и переводчик. Член Национального союза писателей Украины (1960).

## Биография
Владилен Демидов родился 4 июля 1932 года в Горловке, Донецкая область. Во время войны семья Демидова эвакуировалась из оккупированного немцами Донбасса в Ростовскую область. Из Морозовского района его отец Изот был призван в РККА и погиб в бою под Сталинградом.
В 1959 году окончил Литературный институт имени Горького в Москве. Работал слесарем, токарем, журналистом. Поэт старался проводить свои отпуска в родных местах. Он приобрёл небольшой дом на хуторе Старозолотовский, Константиновский район (Ростовская область), где обычно проводил лето и занимался творчеством. Поддерживал дружеские отношения с другим писателем Анатолием Калининым.
Начал печататься с 1948 года, писал на русском языке. Тематика творчества Демидова связана с Донецким краем. Перевёл отдельные произведения В. Сосюры, Б. Степанюка, С. Олейника, Г. Бойко, Н. Сингаевского, Ю. Сердюка.
Песня на его слова "Травы детства" была написана белорусским композитором Юрием Семеняко, первый исполнитель этой песни — ВИА "Верасы".
Умер 4 октября 1999 года на хуторе Пухляковский (Усть-Донецкий район). Похоронен в Константиновске.

## Работы
- Стихи» (1953; Донецк),
- «Это вам, влюбленные» (1957; Донецк),
- «Солнечные недра» (1959; Донецк),
- «Солнышко подземное» (1959; Донецк),
- «Беспокойство» (1961; Донецк),
- «Дети пламенной земли» (1961; Донецк),
- «Детям нужны отцы» (1964; Донецк),
- «Листья начинаются с корней» (1966; Донецк),
- «Апрельское утро земли» (1967; Донецк),
- «Обновление» (1968; Донецк),
- «И вечный бой...» (1969; Донецк),
- «Минута молчания» (1972; Донецк),
- «Высоты и глубины» (К., 1980),
- «Шахтерское братство» (1981; Донецк),
- «На расстоянии любви» (1981; Донецк),
- «Благодарение» (1984; Донецк),
- «Равноденствие» (1987; Москва),
- «Избранное» (1990; Москва).